# Заварнишка кула
Заварнишката кула (на гръцки: Πύργος Ζαβαρνικείας, Αβαρνικεία) е средновековно отбранително съоръжение, разположено край зъхненското село Каратопрак (Мавролофос), Северна Гърция.

## Местоположение
Развалините на кулата са на нисък хълм (180 m), на 2,5 km югоизточно от село Каратопрак (Мавролофос). Южно от хълма минава Заварнишката река (Заварникорема, Ялорема), която се влива в Драматица (Ангитис), точно преди слива с река Струма. Между кулата и реката са останките от село Заварник.

## История
Името Заварник, от което идва гръцката форма Заварникия (Ζαβαρνικεία), идва от За бърдо и топонимична наставка: Ζαβαρνικεία < Ζαβερνικεία < *Zabьrdьnikъ < *Zabьrdьnica. Средновековното селище е засвидетелствано в писмени източници от XI век насетне. Първото споменаване е от 1080 година като предградието Арваникия (προάστειον Αβαρνίκεια). В следващите години се срещат формите Ζαβαρνίκεια, Ζαβαρνίκαια, Ζαβερνίκεια, Ζαβαρνίκια.
От топографски проучвания и данни от разкопки става ясно, че хълмът на местността Заварник е бил непрекъснато обитаван от Класическата епоха до края на XIX век. Изобилие от византийска и османска повърхностна керамика, развалини от стени и баня от османския период, която оцелява наблизо в добро състояние, поставят селището между хълма и Заварнишката река на юг.
Съществуването на кулата се споменава за първи път в 1356 година - през септември 1356 година Йоан V Палеолог потвърждава със своята златопечатна грамота, че Ватопедският манастир притежава „Заверникия след кулата и нейните привилегии“ (Ζαβερνίκεια μετά του πύργου και των προνομίων αυτής). Следователно най-вероятно е късносредновековна от XIV век, но може и да е построена по-рано.
Освен с елементарен отбранителен характер, изглежда, кулата е използвана и за събиране и охрана на селскостопанска продукция, обичайно за подобни сгради по онова време. Монашески кули с подобна роля е имало през късновизантийския период в долината Струма и на Халкидика.
Причината кулата днес да е напълно разрушена и да е оцеляла само във височината на основите е, че тя е послужила като строителен материал за създаването на къщите на селището.

## Описание
В центъра на върха на хълма, след разкопки, извършени от археологическата служба през 80-те години на ХХ век, се разкрива част от основата на североизточния ъгъл на византийска четириъгълна кула с размери 2,13 m × 4,00 m. Оцелялата височина е само 0,35 m. Зидарията се състои от сивкави големи камъни, свързани с варов хоросан и няколко тухли. Това вероятно е кула, която е имала контрафорси, обща характеристика на кулите от късновизантийския период.
Освен кулата, на хълма, от североизточната му страна, са запазени архитектурните останки от еднокорабен параклис. В нишата на светилището е вградена колона с надпис от I век от Хр., антични колони и милеарен камък, който, поради цилиндричната си форма, е използван като основа на светия олтар. Параклисът е с вътрешни размери 3,65 m × 5,00 m, дебелина на стените 0,60 – 0,70 m и максимална оцеляла височина от 0,63 m. Милеарният камък е датиран в 305/306 година сл. Хр. и е индикация, че Виа Егнация е преминала през това място. Храмът е или от края на късновизантийския период (XIV век), или в началото на ранните османски години (XV век). Един елемент, който води до тази датировка, е, че документи от Ватопедския манастир споменават съществуването на милеарен камък в района, извън храма, в 1318 година.